# 楊祖賜
楊祖賜，PDSM（1957年—），曾任香港輔助警察隊總監、中國香港體育協會暨奧林匹克委員會義務秘書長及新鴻基地產市務總監。

## 早年生涯
楊祖賜在1963年畢業於香港培道小學幼稚園，1975年畢業於麗澤中學中六年級。在校時曾參加校外交通安全標貼小童組比賽。後來他於1979年完成於香港浸會學院（現香港浸會大學）傳理系學位，赴美攻讀北德克薩斯大學新聞系碩士後（1981年畢業），回港後在廣告界發展，至2004年，楊祖賜離開廣告界加盟新鴻基地產，任職市務總監，主責推銷樓盤。

## 輔警生涯
楊祖賜於1989年4月加入香港輔助警察隊為輔警警員，2004年10月升為輔警警司，並於2008年12月晉升為輔警高級警司，至2010年8月升至輔警總警司，其後2013年11月1日，楊祖賜獲委任為輔警副總監。至2016年4月成為輔警總監。至2019年12月27日，楊祖賜獲批准延至2024年7月6日。
楊亦曾經於徐步高2006年搶劫銀行的案件中，擔任專家證人。

## 運動事業
楊祖賜公餘熱愛槍械，亦是業餘射擊運動員，1991年自資出版中文射擊雜誌《人鎗集》，但出版了九期便停刊。1992年，他又成立一個世界級的室內射擊場「人鎗會」，因為入會費不菲當時被稱為「富豪槍會」，不過最後槍會因資金問題結束。
楊曾任港隊奧運射擊隊隊長，出戰2008東南亞射擊錦標賽中，奪得隊制與個人賽合共1銀3銅成績；他亦在2011年的第11屆亞洲射擊錦標賽，代表港隊出賽。
楊在2016年至2022年期間擔任中國香港體育協會暨奧林匹克委員會義務副秘書長，自2022年起出任中國香港體育協會暨奧林匹克委員會義務秘書長。

## 爭議

### 2007年涉及奧運香港射擊隊頂包醜聞
2007年，他領導的香港射擊隊傳出叮走香港選手、以內地人「頂包」參賽醜聞。其中曾經於多個射擊公開賽獲獎的袁周鵬，突然被被踢出港隊後，指控香港射擊聯會突然修改選拔方法使其不符資格參賽，去信射聯、康文署以至奧委會秘書長投訴，但不得要領。那邊廂，射聯卻找來未符合代表香港出賽資格的內地槍手，代表香港出賽，更達七八次之多。其中一名「頂包槍手」王玉梅，兩年前代表香港在東南亞射擊錦標賽拿下個人飛靶射擊亞軍，但事後有人揭發她來自東莞。香港規定內地運動員至少要居港三年，才可代表香港參加國際賽事，而參與奧運等頂尖賽事，更須住滿七年。

### 2020年西貢村屋涉僭建佔官地醜聞
2020年5月，楊祖賜被揭發在西貢北港新村的村屋天台懷疑有僭建物，圍封的太陽能板圍佔了天台一半，不符合相關條例，該屋村亦涉嫌擴展村屋地段，佔用官地泊車。本土研究社陳劍青及建築師關兆倫，在對比村屋圖則及前後圖片報，都認為天台構築物是近年新建，涉嫌違反屋宇署村屋光伏系統規定；除了天台圍封外，報道又對比 2011 年及 2019 年的地政總署高空圖，發現該村屋的佔用範圍增加，佔用範圍更擴大。其後警方回應，指楊祖賜已委托測量師及律師跟進事宜。

## 資料來源
1. ↑  . www.info.gov.hk.   [2025-04-08]. （原始内容存档于2022-04-13）.
2. 1 2  . news.rthk.hk.   [2025-04-08]. （原始内容存档于2025-04-05） （中文（臺灣））.
3. 1 2 3 4 5  .   [2020-05-12]. （原始内容存档于2019-07-15）.
4. ↑  . 華僑日報. 1963-07-17: 13  [2022-04-06].
5. ↑  . 華僑日報. 1975-07-24: 7  [2022-03-29]. （原始内容存档于2022-03-29）.
6. ↑  . 華僑日報. 1966-07-23: 7  [2024-12-31].
7. ↑  中國香港體育協會暨奧林匹克委員會. .   [2022-04-13]. 原始内容存档于2022-04-13.
8. 1 2  林穎嫺. .   [2022-03-29]. （原始内容存档于2022-03-29）.
9. ↑  . news.rthk.hk (香港電台). 2023-03-24  [2023-05-18]. （原始内容存档于2023-05-18） （中文（香港））.
10. ↑  .   [2020-05-12].[]
11. ↑  .   [2020-05-12]. （原始内容存档于2020-09-27）.
12. ↑  .   [2020-05-12]. （原始内容存档于2020-06-01）.
13. ↑  .   [2020-05-12]. （原始内容存档于2021-04-06）.